# 城巴7號線
城巴7號線是香港一條港島市區巴士路線，由城巴有限公司營運，來往石排灣及中環碼頭。7號線取道薄扶林道及德輔道（去程）／皇后大道（回程）往返南區及中西區，沿途在香港仔、田灣、薄扶林、香港大學、西營盤及上環設中途站，全程收費為$6.9。7號線是香港島最早期投入服務的巴士路線，早於1921年7月已開始提供服務，至今合共經歷三個營運商經營，1970年代期間更是香港班次最頻密的專利巴士路線。

## 歷史
1921年7月，香港仔街坊自由車運客公司（後改稱香港仔街坊汽車公司）開辦往來東邊街（鹹魚欄）至香港仔的巴士路線，鹹魚欄總站設於干諾道西與威利麻街交界，即目前干諾道西118號的位置，當時並無路線編號。路線開辦時以兩輛巴士提供服務；1928至1930年時服務時間為每日06:45至22:00，以4輛巴士行走；1930年增至5輛巴士服務，每10分鐘一班車，頭等、二等及三等之車費分別為25仙、20仙及18仙。
1932年9月2日，香港政府招標承辦專利巴士服務，並在1933年1月13日宣布由中華汽車公司投得港島區專營權。中華汽車訂於同年6月11日接掌港島區原有三間巴士服務營辦商的服務，惟來往西營盤及香港仔的路線提早於6月9日交予中華汽車營辦，並獲編配路線編號7。1935年4月1日起經干諾道延長至油蔴地碼頭。
第二次世界大戰期間，日軍在1941年12月進攻香港，此路線於同月中旬暫停服務。日軍投降後，此路線於1946年4月30日重投服務，來回程並改經皇后大道中及西，全程收費七毫，當時只在每日早上至傍晚提供每半小时一班之服務，惟班次在同年5月9日起加密至20分鐘一班，再於7月加密至15分鐘一班。1947年12月2日起此路線延長服務時間至每天06:30至21:30，班次為12分鐘一班。1956年3月1日起往統一碼頭方向改經德輔道西及干諾道，不經皇后大道中。
隨着香港仔在戰後陸續發展成住宅區，加上當時往來香港仔至港島市區並無其他公共交通選擇，帶動此路線客量節節攀升，中巴先在1958年3月1日起延長此路線往中環方向之服務時間至凌晨，1960年2月15日起往石排灣方向之服務時間亦延長至午夜。1965年4月，政府取締香港仔一帶非法載客的貨車，導致此路線供不應求，在居民要求下，此路線於同月23日再加班並增設蒲飛路特別班次，同年12月1日起進一步延長服務時間，由統一碼頭開出之尾班車時間為00:30，由香港仔開出之尾班車時間為01:04。在1970年11月16日，此路線增加十輛雙層巴士行走，全日班次達1.5至3分鐘一班，一度成為香港班次最頻密的專利巴士路線。在1972年9月11日，此路線位於中環的總站遷往位於統一碼頭旁的全新大型巴士總站。1974年2月18日起，此路線每日06:00前由石排灣開出之班次繞經華富邨，以補充清晨時段由華富邨前往中西區之服務空缺。
香港仔隧道於1982年3月15日通車，此路線因應所生的路線重組而延長至石排灣，班次為6至10分鐘一班。在1985和1987年，中巴先後安排此線往石排灣方向於假日和星期六下午繞經置富花園；1992年，來往置富花園至中環碼頭的37線縮減服務，此路線來回方向因此全日繞經置富花園。1994年12月5日起，此路線在中區的總站遷往「港景街已擴大的巴士總站」，惟僅半年時間，此路線再於1995年4月14日把中區的總站遷往交易廣場以北的中環渡輪碼頭新總站，以配合中環渡輪碼頭搬遷。
1995年9月1日，此路線改由城巴接辦，並提升至全空調服務，是城巴於當日第二批由中巴手上取得的14條巴士線之一。城巴接辦初期，此路線仍全日繞經置富花園，直至1997年5月5日37A及37B線投入服務，此路線遂改為接近深夜時段才繞經置富花園，來回程並繞經東勝道香港仔中心一帶。1999年11月1日，為配合重建了的田灣邨入伙，此路線加開早上特別車由田灣開出，相關特別班次由2002年1月28日起改由71P線取代。
運輸署和新巴城巴在《2012－2013年度巴士路線發展計劃》中，指出此路線和新巴4號線服務範圍重疊，建議縮減該線只於平日上午繁忙時間服務，其餘時間由此路線來回程繞經華富邨取代。但建議出爐後，南區區議會指出此路線行車時間長且經常出現脫班問題，擔心此路線在更多時段繞經華富邨後脫班情況將更趨嚴重，故反對相關方案。其後在2013年7月，運輸署發佈《配合西港島綫及南港島綫（東段）通車的公共交通服務重組計劃》，建議在港島綫西延通車後停辦4號線，並由此路線每日全日途經華富邨所取代，運輸署在收集意見後在同年11月修訂方案，建議此路線來回程不再繞經東勝道，以減低繞經華富對行車時間的影響，但在2014年3月的修訂案中，運輸署改為建議僅往中環方向不經東勝道，清晨由石排灣開出的班次維持途經華富邨華生樓及華富（南）巴士總站外之分站而不經華富（南）巴士總站內。由於4號線的客量在港島綫西延通車後不減反增，運輸署最終在2015年3月決定擱置取消4號線和此路線全日繞經華富的建議，而修改此路線往中環方向於香港仔一帶的走線則在同年8月17日獲落實，當日起往中環方向在抵達香港仔水塘道後，改為直接取道香港仔大道前往香港仔海傍道，不再途經洛陽街、成都道、湖南街及東勝道。2018年4月30日起，此路線增設實時抵站時間查詢服務。
承上段所述，此路線在港島綫西延後並沒有落實往石排灣方向修改香港仔一帶走線，不途經東勝道的安排。2018年3月，南區區議會委託顧問公司研究減輕香港仔區內交通擠塞，顧問公司建議此路線往石排灣方向改經香港仔大道前往香港仔水塘道而不再途經東勝道，以香港仔大道聖伯多祿堂外的分站取代東勝道近湖北街之分站，相關改動在2019年2月24日起實施。

## 服務時間及班次
7號線於每日清晨至深宵時段提供服務。以下服務時間及班次資訊中，每日首三個由石排灣開出之班次會繞經華富邨；而星期一至六（公眾假期除外）08:35由石排灣開出之班次，及每日23:15或以後兩邊總站開出之班次會繞經置富花園，並以最近一次更新時為准。
| 石排灣開         | 石排灣開            | 石排灣開            | 中環碼頭開       | 中環碼頭開   | 中環碼頭開   |
| 日期             | 服務時間            | 班次（分鐘）        | 日期             | 服務時間     | 班次（分鐘） |
| ---------------- | ------------------- | ------------------- | ---------------- | ------------ | ------------ |
| 星期一至五       | 05:15－06:15        | 15                  | 星期一至五       | 05:45－11:51 | 20－25       |
| 星期一至五       | 06:15－07:35        | 20                  | 星期一至五       | 11:51－18:49 | 18－20       |
| 星期一至五       | 07:35－08:35        | 15                  | 星期一至五       | 18:49－01:00 | 23－25       |
| 星期一至五       | 08:35－10:11        | 21－25              |                  |              |              |
| 星期一至五       | 10:11－17:51        | 20                  |                  |              |              |
| 星期一至五       | 17:51－00:30        | 24－25              |                  |              |              |
| 星期六           | 05:15－06:15        | 15                  | 星期六           | 05:45        | 05:45        |
| 星期六           | 06:15－11:35        | 20                  | 星期六           | 06:10－07:25 | 15－20       |
| 星期六           | 11:35－00:30        | 25                  | 星期六           | 07:25－18:20 | 20－25       |
|                  |                     |                     | 星期六           | 18:20－01:00 | 25           |
| 星期日及公眾假期 | 05:15、05:31、05:51 | 05:15、05:31、05:51 | 星期日及公眾假期 | 05:45－07:05 | 20           |
| 星期日及公眾假期 | 06:11               | 06:11               | 星期日及公眾假期 | 07:05－01:00 | 25           |
| 星期日及公眾假期 | 06:35－00:30        | 25                  |                  |              |              |

## 收費
7號線的全程收費為$6.9，並設有12歲以下小童及65歲或以上長者半價優惠，當中60歲－64歲香港居民、65歲或以上長者與合資格殘疾人士如以指定八達通繳付此線的車資，均可享有長者及合資格殘疾人士公共交通票價優惠計劃提供的$2票價優惠。乘客登車時需以現金或八達通卡繳付車資，不設找贖；而每位成人乘客可免費帶同最多兩名四歲以下而且不佔座位的兒童乘車。此外，乘客亦可使用指定電子支付工具繳付車資，使用此支付方式的乘客可享有與其他城巴獨營路線或聯營線城巴班次之轉乘優惠，惟不適用於與非城巴路線之轉乘優惠，乘客亦不能享有「公共交通費用補貼計劃」及「長者及合資格殘疾人士公共交通票價優惠計劃」。
7號線沿途單向分段收費如下：
| 上車地點＼落車地點 | 中環碼頭 | 石排灣 |
| ------------------ | -------- | ------ |
| 瑪麗醫院起         | $5.4     | $5.2   |
| 西區警署起         | $4.4     | 不適用 |
| 田灣街起           | 不適用   | $3.6   |

### 轉乘優惠
7號線與所有停靠薄扶林道近瑪麗醫院的日間常規巴士路線（不包括機場巴士路線）設有雙向轉乘優惠（即由其他路線轉乘7號線或由7號線轉乘其他路線均可享有該優惠），轉乘地點位於薄扶林道瑪麗醫院巴士站。該優惠只適用於使用八達通或指定電子支付工具繳付車資且首程於瑪麗醫院前登車並轉乘相同方向的巴士路線（不適用於同一路線）的乘客。
此外，漁光道沿途各站的乘客可先乘搭以石排灣為總站或循環線折返點的路線，在60分鐘內於石排灣邨公共運輸交匯處轉乘7號線往中環碼頭之班次，使用八達通或指定電子支付工具繳付車資的乘客，可回贈首程車費。

## 用車
在香港仔街坊汽車時代及中巴營運初期，此路線以佳牌ONDL型單層巴士行走，戰後改用Tilling-Stevens Express K5LA4型單層巴士行走。由於此路線客量甚高，中巴於1968年7月開始探討此路線改派雙層巴士行走之可行性，同年10月25日，佳牌阿拉伯五型28呎雙層巴士開始在此路線服役，是首批行走此路線的雙層巴士。1980年代初，此路線用車達21輛。1982年，此路線延長至石排灣後，利蘭勝利二型便加入行走此線，聯同原有之佳牌阿拉伯五型以應付香港仔水塘道極為陡斜的路段，用車減至15輛，翌年再減至13輛。
城巴接辦後，此路線提升為全空調服務，並主要派出丹尼士巨龍10.3米（7XX）和富豪奧林比安10.4米（239－248）／11米（9XX／90XX）行走。另外，此線在2004年期間曾引入單層空調巴士行走。2012年，此路線改派低地台巴士行駛，當時用車為Enviro 400（70XX）。其後，Enviro 500 MMC 11.3米（9108－9148）和富豪B9TL 11.3米（95XX）先後陸續出牌，亦成為此線主力用車。根據《2023－2024年度巴士路線計劃》，7號線使用6輛雙層空調巴士行駛。

## 行車路線

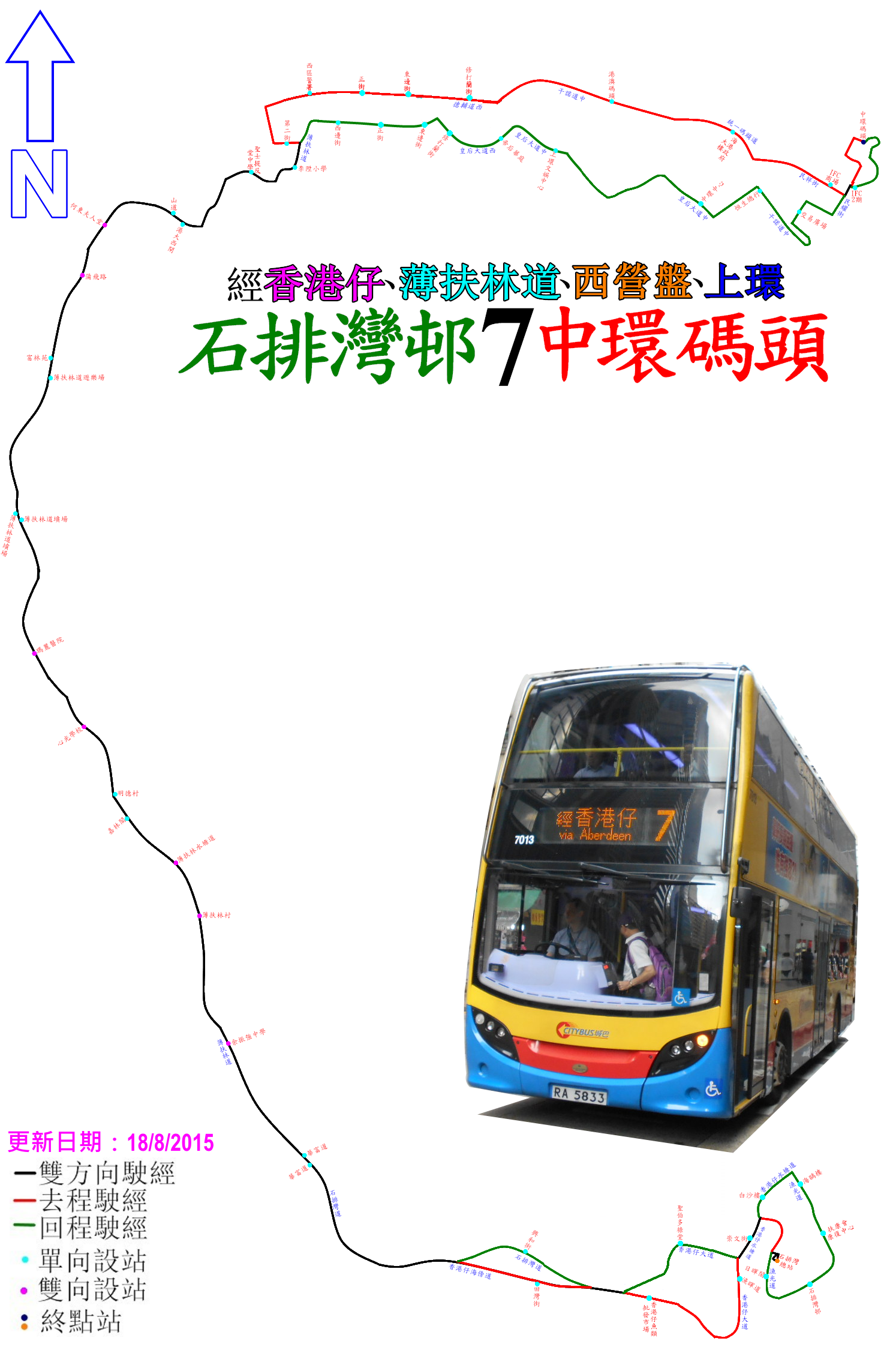
7號線常規班次之走線圖

7號線由石排灣開出之常規班次途經漁光道、香港仔水塘道、香港仔大道、香港仔海旁道、石排灣道、薄扶林道、第二街、水街、德輔道西、干諾道西、干諾道中、民吉街、統一碼頭道、民吉街、民祥街及民耀街；而由中環碼頭開出之常規班次途經民光街、民耀街、港景街、中環（交易廣場）巴士總站、干諾道中、迴圈、干諾道中、租庇利街、皇后大道中、皇后大道西、薄扶林道、石排灣道、香港仔海旁道、香港仔大道、香港仔水塘道及漁光道，具體停站請參考資訊框。

## 使用狀況及未來發展
第二次世界大戰後香港仔一帶發展迅速，令7號線的客量節節上升；惟香港仔隧道通車後，薄扶林道不再是南區交通命脈，加上除石排灣邨外和多條途經薄扶林道的巴士路線（如城巴4號線）重疊，此線客量已大不如前。在港鐵港島綫西延通車前，此線繁忙時段最繁忙半小時平均載客率為80%，通車後的2015年1月則為62%，乘客量錄得下跌；可是在2015年4月卻錄得89%，表示乘客量有所上升。
運輸署和城巴在《2023－2024年度巴士路線發展計劃》中，指出7號線最繁忙一小時內的載客率為71%。運輸署提出取消客量偏低的城巴5X線，並建議此線改為只於星期一至五（公眾假期除外）上午繁忙提供前往中環，及每日下午繁忙時間提供前往石排灣之服務，同時開辦每日全日來往石排灣及銅鑼灣（威非路道）的7X線。新7X線保留7號線原有每日首三班由石排灣開出之班次繞經華富邨和來回程23:15後之班次繞經置富花園的安排，惟來回程改經堅尼地城及四號幹線往返中環、金鐘及灣仔而不經西營盤及上環，運輸署和城巴聲稱計劃可提供堅尼地城來往瑪麗醫院和香港仔，以及薄扶林來往銅鑼灣的巴士服務，而堅尼地城往來銅鑼灣的行車路線將較現時5X線直接，服務時間亦較長。然而7號線需大幅削減服務時間，加上7X線計劃的班次疏落，收費亦較此線為高，建議被南區居民反對，運輸署遂要求城巴向區議會提交進一步研究和修改相關計劃。而城巴在5月31日舉行「城巴新巴合併全新品牌形象發佈會」時，有記者向城巴營運及工程總監馮家輝提及城巴計劃把此線和5X線合併是否代表城巴資源是否出現問題時，馮氏未能回應。